# Upíří deníky
Upíří deníky (v anglickém originále The Vampire Diaries) je upíří hororová osmidílná série románů pro mladé, kterou vydala americká spisovatelka L. J. Smithová v letech 1991 a 1992.

## Původní knihy
Původní čtyři knihy vydalo v Česku v letech 2009 a 2010 nakladatelství Fragment:
- Probuzení (The Awakening), česky 2009
- Souboj (The Struggle), 2009
- Zášť (The Fury), 2010
- Temné shledání (Dark Reunion), 2010.

## Odvozené knihy
V letech 2009–2011 vycházela v USA spin-offová trilogie The Vampire Diaries: The Return s podtituly Nightfall, Shadow Souls a Midnight. Kvůli dvojnásobné délce oproti původním románům vydalo nakladatelství Fragment v letech 2010 a 2011 první knihu rozdělenou do dvou dílů Návrat a Soumrak.
- 5. kniha: Upíří deníky – Návrat (2010)
- 6. kniha: Upíří deníky – Soumrak (2011)
- 7. kniha: Upíří deníky – Zajetí (2011)
- 8. kniha: Upíří deníky – Osvobození (2011)
- 9. kniha: Upíří deníky – Před půlnocí (2012)
- 10. kniha: Upíří deníky – Zoufalství (2012)
- 11. kniha: Upíří deníky – Druhá šance (2012)
- 12. kniha: Upíří deníky – Fantom (2012)
- 13. kniha: Upíří deníky – Ohrožení (2013)
- 14. kniha: Upíří deníky – Vzkříšení (2013)
- 15. kniha: Upíří deníky – Neviditelné zlo (2014)
- 16. kniha: Upíří deníky – Slabé místo (2014)
- 17. kniha: Upíří deníky – Vykoupení (2014)[1]

Další knižní spin-off Stefan's Diaries vyšel ve formě trilogie, jeho autorkou už však nebyla L. J. Smithová.
- 1. kniha: Upíří deníky – Stefanovy deníky – Zrození (2011)
- 2. kniha: Upíří deníky – Stefanovy deníky – Chuť krve (2011)
- 3. kniha: Upíří deníky – Stefanovy deníky – Prokletí (2012)
- 4. kniha: Upíří deníky – Stefanovy deníky – Stopy minulosti (2012)
- 5. kniha: Upíří deníky – Stefanovy deníky – Úkryt (2013)
- 6. kniha: Upíří deníky – Stefanovy deníky – Spojení (2013)

## Seriál
Na americké televizní stanici The CW byl v letech 2009–2017 vysílán seriál Upíří deníky, natočený na motivy knižní série.